# کهشور علی‌نظر
منطقه گردشگری کهشور واقع در ایذه
کهشور ، روستایی از توابع بخش مرکزی شهرستان ایذه در استان خوزستان ایران است.

## جمعیت
این روستا در دهستان حومه‌شرقی قرار دارد و براساس سرشماری مرکز آمار ایران در سال۱۳۹۵، جمعیت آن ۴۲۷ نفر (۷۵خانوار) بوده‌است.
کهشور یا کوه شور یا کوهشور از جمله قلمروهای طایفه عالی محمودی تیره شهولی وند می‌باشد . 
این تیره به دلیل داشتن زمین‌های فراوان و حاصل خیز دارای مهاجرپذیری فراوان از طایفه‌های دیگر شهرستان نیز می‌باشد از جمله سهید و اورک و ..‌ دیگر
نام کوهشور برگرفته از شکل کوه‌های ان منطقه می‌باشد که روان آب‌های کوهسارها در آن دره‌ها و شور آب‌ها می‌ریزد.